# Kinjaah
Pour les articles homonymes, voir Judy et Judith.
Judith Balagizi Kinja, née le 28 mars 1992 à Kigali, Rwanda, mieux connue sous le nom de scène de Kinjaah, est une auteure-compositrice-interprète, vidéaste web, influenceuse, actrice, performeuse de la république démocratique du Congo.

## Biographie

### Enfance et éducation
Kinjaah est née à Kigali au Rwanda, le 28 mars 1992, fille cadette Antoine Balagizi et de Magana Joséphine. Après son diplôme d'État au Collège Alfajiri en Latin-Philosophie en juillet 2010, elle a poursuivi son cursus universitaire à l’Université Espoir d’Afrique de Bujumbura au Burundi.

### Carrière musicale
Très tôt, à l’âge de 8 ans, elle commence sa carrière musicale en tant que chanteuse à la paroisse Saint-Pierre Claver de Nguba et dans des spectacles organisés par son école. Influencée par des artistes occidentaux tels Céline Dion, Whitney Houston et Andrea Bocelli, elle se démarque et se confirme ensuite sur la scène musicale congolaise dans un style aux rythmes variés et divertissants à l'Alliance française de Bukavu.
En 2012, elle collabore avec l'artiste et producteur DJ Gaytt sur la chanson « Avec Toi » du film Deux Faces. Elle est accompagnée par la chorale St Thomas d’Aquin de Bujumbura sur la chanson gospel « Peace, Love And Unity » en 2013.
Elle signe en 2015 pour la production de son premier album, intitulee « The Girl I Am », avec le label du producteur MakSpeakers au côté de Cor Akim avec qui elle collabore sur la chanson « You And I » en mi-2015.

## Discographie

### Albums studio
- 2016 : The Girl I Am
- 2017 : Here I Am (Ep)

### Singles
- 2010 : Âme Seule
- 2012 : Avec Toi[8]
- 2013 : Peace, Love And Unity
- 2015 : Mon Cri
- 2015 : More than Strong
- 2015 : Merry Christmas ft. Judy M[9]
- 2017 : Here I Am ft. A.L.D.O.R
- 2017 : Avec toi
- 2021 : Il sait quoi faire[10]

### Collaborations
- 2015 : Umoja bondeni - ft. Voldie Mapenzi et Cor Akim
- 2015 : You and I - ft. Cor Akima

### Participations
- XO (pour le film 2 Faces)
- We can try again (all stars produit par JeunA)
- One Billion Rising

## Filmographie
- Veux-tu être ma femme ?
- Kevin le Casse-cou
- Revanche
- Un coup de Revers

## Récompenses et nominations
- 2015 : HIGH ARTIST ou GRAND ARTISTE au Festival YOLO (You Only Live Once) organisé à Bukavu.

## Lire aussi
- Laurette la Perle
- Lous and the Yakuza
- Lokua Kanza
- Josky Kiambukuta